# Roberto Fornaciari

Wappen von Roberto Fornaciari

Roberto Fornaciari OSBCam (* 23. Dezember 1963 in Reggio Emilia) ist ein italienischer Ordensgeistlicher und römisch-katholischer Bischof von Tempio-Ampurias.

## Leben
Roberto Fornaciari trat der Ordensgemeinschaft der Kamaldulenser bei und legte am 7. Oktober 1989 die zeitliche Profess ab. Er studierte Philosophie und Theologie an der interdiözesanen theologischen Hochschule in Reggio Emilia. Nach weiteren Studien an der Päpstlichen Universität Gregoriana erwarb er zunächst das Lizenziat in Dogmatik. Anschließend wurde er im Fach Kirchengeschichte promoviert. Die Diakonenweihe spendete ihm der Bischof von Arezzo-Cortona-Sansepolcro, Gualtiero Bassetti, am 4. Januar 2000 in Camaldoli. Am 25. April 2001 spendete ihm Kurienkardinal Achille Silvestrini in der Kamaldilenserkirche Santi Andrea e Gregorio al Monte Celio in Rom das Sakrament der Priesterweihe.
Nach der Priesterweihe war er Dozent für die Geschichte des Mönchtums sowie Bischofsvikar für das geweihte Leben im Bistum Arezzo-Cortona-Sansepolcro. Vor seiner Ernennung zum Bischof war er Prior der Muttereinsiedelei seines Ordens in Camaldoli und Konsultor des Dikasteriums für die Selig- und Heiligsprechungsprozesse in historischen Fragen.
Papst Franziskus ernannte ihn am 11. Juli 2023 zum Bischof von Tempio-Ampurias. Die Bischofsweihe spendete ihm der emeritierte Erzbischof von Tours, Bernard-Nicolas Aubertin OCist, am 16. September desselben Jahres in der Michaelskirche in Olbia. Mitkonsekratoren waren der Erzbischof von Sassari, Gian Franco Saba, und sein Amtsvorgänger als Bischof von Tempio-Ampurias, Sebastiano Sanguinetti. Die Amtseinführung in der Kathedrale in Tempio Pausania fand am Folgetag statt.